# Les Usines
Les Usines est un tableau réalisé par Léopold Survage en 1914. Cette huile sur Isorel est un paysage représentant principalement des usines. Elle est conservée au musée des Beaux-Arts de Lyon.

## Expositions
- Le Cubisme, 1907-1914, musée national d'Art moderne, Paris, 1953.
- Le Cubisme, Centre national d'art et de culture Georges-Pompidou, Paris, 2018-2019.